# ولیکا بوکویتسا
ولیکا بوکویتسا (اسلوونیایی: Velika Bukovica) یک زیستگاه انسانی در اسلوونی است که در Inner Carniola واقع شده‌است.

## خصوصیات
ولیکا بوکویتسا ۴٫۲۸ کیلومترمربع مساحت و ۱۸۴ نفر جمعیت دارد و ۴۷۵٫۹ متر بالاتر از سطح دریا واقع شده‌است.